# Everything, Everything
Cet article concerne le film de Stella Meghie. Pour le roman de Nicola Yoon, voir  Everything, Everything.
Pour plus de détails, voir Fiche technique et Distribution.
Everything, Everything, ou Absolument tout au Québec, est un film américain réalisé par Stella Meghie, sorti en 2017. Il s'agit de l'adaptation cinématographique du roman du même titre, de Nicola Yoon.
Le film suit Maddy qui est une jeune femme de dix-huit ans souffrant d'un déficit immunitaire combiné sévère, l'obligeant à rester chez elle, sous surveillance. Sa mère est médecin, elle a donc agencé la maison afin que Maddy puisse vivre comme une adolescente mais cette dernière n'a pas de vie sociale à part Carla, une infirmière que Maddy connaît depuis l'âge de trois ans et sa fille qui a le même âge. Un jour, elle aperçoit à la fenêtre Olly, un adolescent qui vient d'emménager dans la maison d'en face avec ses parents et sa petite sœur. Ils commencent à sympathiser et tombent amoureux l'un de l'autre. Cependant, cette relation est menacée par la pathologie de Maddy, la coupant du monde extérieur.

## Synopsis
Maddy Whittier, 18 ans, vit en banlieue de Los Angeles sous la surveillance constante de sa mère, Pauline : en effet, elle souffre d'un déficit immunitaire combiné sévère qui la rend extrêmement vulnérable aux infections. Elle ne quitte jamais la maison et seules trois personnes sont autorisées à entrer : sa mère, son infirmière Carla et la fille de cette dernière, Rosa. Malgré cette vie isolée, Maddy rêve de découvrir le monde extérieur, en particulier l'océan.
Un jour, une nouvelle famille s'installe dans la maison voisine. Leur fils, Olly, attire l’attention de Maddy. Après une tentative infructueuse de contact en personne, Olly inscrit son numéro sur sa fenêtre et ils commencent à échanger des messages. Leur relation évolue et Maddy convainc Carla d’autoriser secrètement Olly à lui rendre visite, sous réserve qu’ils gardent leurs distances. Lors d’une rencontre le 4 juillet, ils échangent un baiser.
Peu après, Maddy assiste à une altercation entre Olly et son père violent. En dépit des restrictions imposées par sa mère, elle sort de chez elle pour le réconforter. Cette transgression entraîne le renvoi de Carla et l’interdiction formelle de revoir Olly. Déterminée à expérimenter le monde extérieur, Maddy utilise une carte bancaire qu'elle a secrètement obtenue pour acheter des billets à destination d'Hawaï et convainc Olly de l’accompagner. Leur séjour est interrompu lorsque Maddy fait un malaise et est hospitalisée. À son réveil, elle se retrouve de retour chez elle et met fin à sa relation avec Olly. Peu après, la famille de ce dernier quitte Los Angeles pour New York.
Un appel d’un médecin de l’hôpital d’Hawaï informe Maddy qu’elle ne souffre pas de déficit immunitaire combiné sévère : en consultant les dossiers médicaux de sa mère, elle découvre qu’elle n’a jamais été diagnostiquée avec cette maladie. Elle confronte sa mère, qui avoue avoir voulu la protéger après la perte de son mari et de son fils dans un accident. Profondément affectée, Maddy quitte la maison et s’installe chez Carla. Un médecin confirme que son système immunitaire est simplement affaibli par son isolement prolongé.
Plus tard, Maddy se rend à New York et retrouve Olly, marquant la reprise de leur relation.

## Fiche technique
- Titre original et français : Everything, Everything
- Titre québécois : Absolument tout
- Réalisation : Stella Meghie
- Scénario : J. Mills Goodloe, d’après l’œuvre de Nicola Yoon (roman)
- Direction artistique : David Clarke et Marcelo Del Rio
- Décors : Shannon Murphy
- Casting : Venus Kanani, Tiffany Mak et Mary Vernieu
- Costumes : Avery Plewes
- Photographie : Igor Jadue-Lillo
- Montage : Nancy Richardson
- Musique : Ludwig Göransson
- Production : Elysa Dutton et Leslie Morgenstein
- Société de production : Alloy Entertainment, Metro-Goldwyn-Mayer
- Distribution : Warner Bros. France
- Budget : $10 000 000
- Pays d’origine :  États-Unis
- Langue originale : anglais américain
- Format : couleur – sépia – 2,35:1 – son Dolby Digital 5.1
- Durée : 96 minutes
- Genres : dramatique, romantique
- Dates de sortie :
  -  États-Unis : 19 mai 2017
  -  France : 20 juin 2017

## Distribution
- Amandla Stenberg (VF : Nastassja Girard ; VQ : Célia Gouin-Arsenault) : Maddy Whittier
- Nick Robinson (VF : Loïc Mobihan ; VQ : Xavier Dolan) : Olly Bright
- Anika Noni Rose (VF : Sara Martins ; VQ : Marie-Evelyne Lessard) : Dr Whittier
- Ana de la Reguera (VF : Ethel Houbiers ; VQ : Éveline Gélinas) : Carla
- Taylor Hickson (VF : Juste Zoé ; VQ : Léa Coupal-Soutière) : Kara Bright
- Danube Hermosillo : Rosa
- Dan Payne : Joe
- Fiona Loewi (en) : Mae
- Sage Brocklebank : Astronaute
- Robert Lawrenson : Mr Waterman
- Peter Benson (en) : Dr Chase
- Françoise Yip (VF : Diane Pierens) : Dr Francis
- Farryn VanHumbeck : Ruby

 Source et légende : version québécoise (VQ) sur Doublage.qc.ca

## Accueil

### Accueil critique
Sur l'agrégateur américain Rotten Tomatoes, le film récolte 46 % d'opinions favorables pour 118 critiques. Sur Metacritic, il obtient une note moyenne de 52⁄100 pour 26 critiques.
En France, le site Allociné propose une note moyenne de 2⁄5 à partir de l'interprétation de critiques provenant de 5 titres de presse.

## Distinctions
| Année | Prix                                 | Catégorie                                 | Nomination             | Résultat   |
| ----- | ------------------------------------ | ----------------------------------------- | ---------------------- | ---------- |
| 2017  | 19e cérémonie des Teen Choice Awards | Meilleur film dramatique                  | Everything, Everything | Lauréat    |
| 2017  | 19e cérémonie des Teen Choice Awards | Meilleur acteur dans un film dramatique   | Nick Robinson          | Nomination |
| 2017  | 19e cérémonie des Teen Choice Awards | Meilleure actrice dans un film dramatique | Amandla Stenberg       | Nomination |